# Kiskurima
Kiskurima (1899-ig Kurimka, szlovákul: Kurimka, ukránul: Havrjanec) község Szlovákiában, az Eperjesi kerület Felsővízközi járásában.

## Fekvése
Felsővízköztől 16 km-re nyugatra, az Ondava és a Tapoly felső folyása között fekszik.

## Története
Írott forrásban 1427-ben említik először, de a község csak 1548 körül keletkezett a vlach jog alapján, ruszinok betelepítésével. Ekkor „Kwrymka” alakban szerepel, és a makovicai váruradalom része volt. 1711-ben majdnem a teljes lakossága elmenekült. 1787-ben 75 házában 447 lakosa élt.
A 18. század végén Vályi András így ír róla: „KURINKA. Orosz falu Sáros Várm. földes Ura G. Áspermont Uraság, lakosai többen ó hitűek, fekszik  Haiszlinnak szomszédságában, mellynek filiája, földgye közép termékenységű, legelője, és fája van.”
1828-ban 72 háza és 564 lakosa volt. Lakói mezőgazdasággal, állattartással, idénymunkákkal foglalkoztak.
Fényes Elek 1851-ben kiadott geográfiai szótárában így ír a faluról: „Kurimka, Sáros vmegyében, orosz falu, a makoviczi uradal., Haiszlin fil. 2 római, 553 g. kath., 6 zsidó lakossal.”
A 19. század végén sok lakója vándorolt ki. 1920 előtt Sáros vármegye Felsővízközi járásához tartozott.

## Népessége
| Év:            | 1994. | 2004.   | 2014.   | 2024.   |
| -------------- | ----- | ------- | ------- | ------- |
| Emberek száma: | 398   | 385     | 381     | 362     |
| Eltérés:       |       | -3,26 % | -1,03 % | -4,98 % |

| Év:            | 2023. | 2024.   |
| -------------- | ----- | ------- |
| Emberek száma: | 365   | 362     |
| Eltérés:       |       | -0,82 % |

1910-ben 438, túlnyomórészt ruszin lakosa volt.
2001-ben 405 lakosából 285 szlovák, 70 ruszin, 24 cigány és 23 ukrán volt.
2011-ben 364 lakosából 217 szlovák, 118 ruszin, 15 cigány és 7 ukrán.

## Nevezetességei
A Segítő Szűzanya tiszteletére szentelt görögkatolikus temploma 1923-ban épült.